# Centro Maranhense
Centro Maranhense è una mesoregione dello Stato del Maranhão in Brasile.

## Microregioni
È suddivisa in 3 microregioni:
- Alto Mearim e Grajaú
- Médio Mearim
- Presidente Dutra